# Ipi (Vorsteher der Torwache)
Ipi war ein hoher altägyptischer Beamter mit dem Titel „Vorsteher der Torwache“. Er amtierte wahrscheinlich unter Amenemhet II.

## Belege
Mit Sicherheit ist Ipi von zwei Objekten bekannt. Er erscheint auf einer Stele aus Abydos und er errichtete eine Statue im Heiligtum des Heqaib auf Elephantine. Auf diesen Denkmälern trägt er neben seinem Amtstitel, weitere Titel wie „Mitglied der Elite“, „Vorderster an Aktion“ oder „Königlicher Siegler“. Er berichtet, dass ihm die Angelegenheiten der beiden Länder berichtet wurden und, dass er Groß an Ansehen unter den Würdenträgern war. Von seiner Familie ist nur der Name seiner Mutter Tjeti bekannt.

## Sein Grab
Ipi hatte sein Grab in el-Lischt. Es bestand aus einer Kapelle mit zwei Räumen, die in einem ummauerten Bezirk stand. Die Grabkammer fand sich am Ende eines ca. 18 m tiefen Schachtes. Die Kapelle und vor allem deren Dekoration fanden sich schon stark zerstört. Es fanden sich Reliefbruchstücke von zwei Scheintüren und Reste von Wandmalereien, die zeigen, dass Teile der Kapelle ausgemalt waren, was sonst in Lischt nicht belegt ist. Der Name Ipi ist im Grab nur zum Teil erhalten, weswegen die Zuordnung nicht ganz sicher ist.